# Krabbeplas

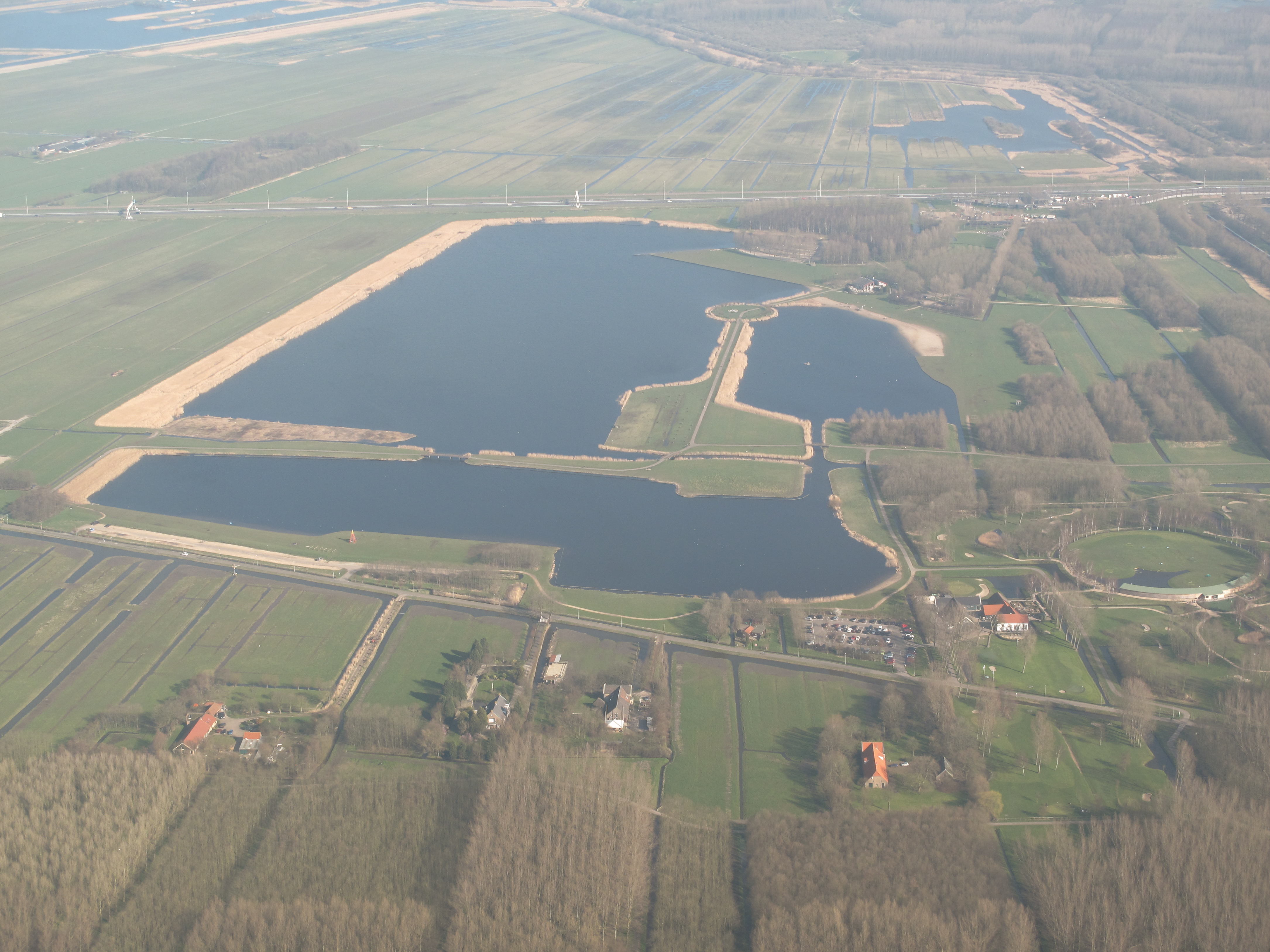
De Krabbeplas (2014)

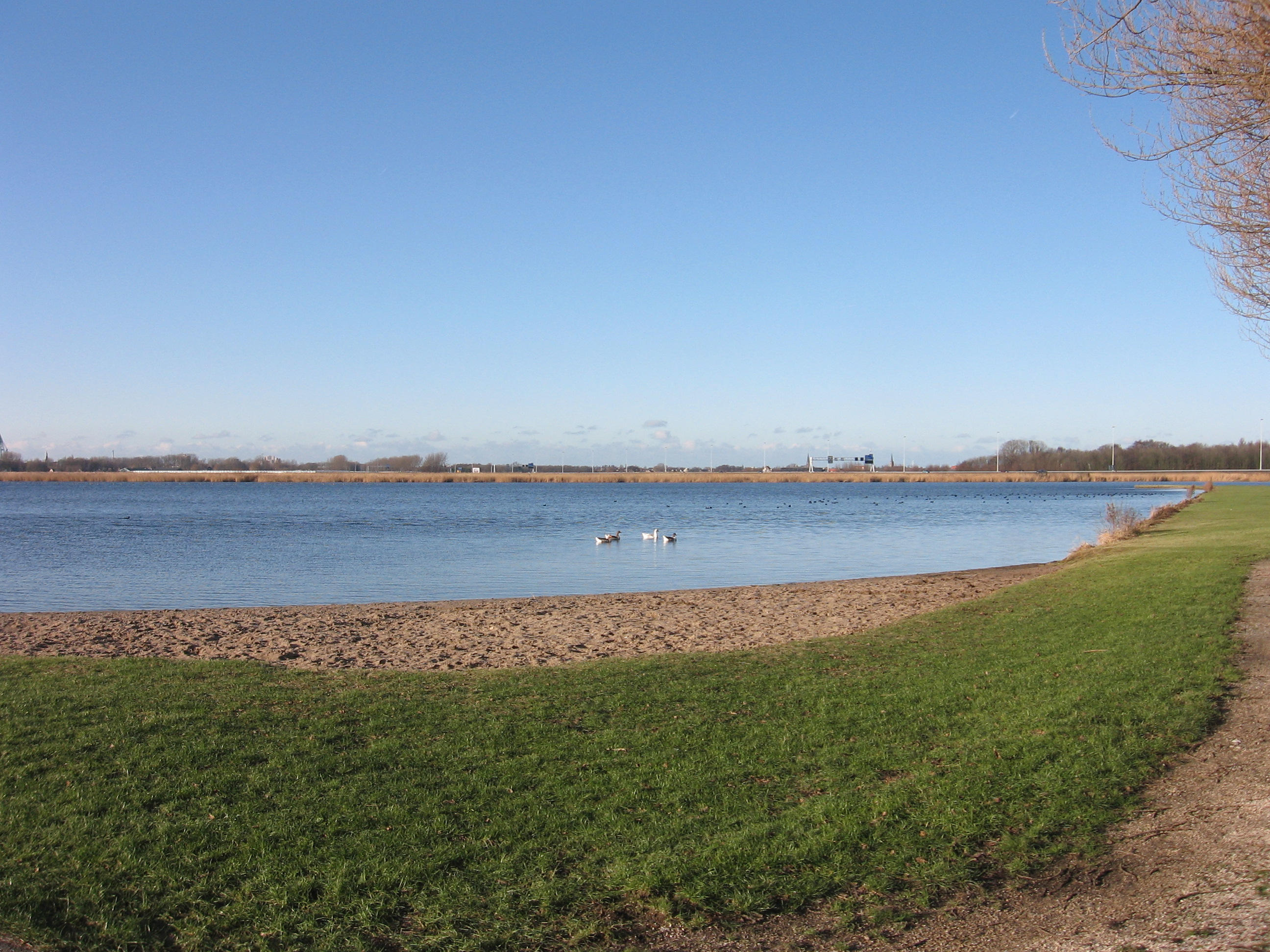
Krabbeplas in de winter

De Krabbeplas is een recreatieplas in de gemeente Vlaardingen en maakt deel uit van Recreatieschap Midden-Delfland. Het recreatiegebied met strandjes, lig- en speelweiden beslaat 214 ha. Het recreatiegebied grenst aan de A20.
De resten van de Krabbeplasman (naar schatting ruim 3300 jaar oud) werden hier in 1990 gevonden.